# Metikuppe, Heggadadevankote
Metikuppe là một làng thuộc tehsil Heggadadevankote, huyện Mysore, bang Karnataka, Ấn Độ.